# Mala Klisa
Mala Klisa – wieś w Chorwacji, w żupanii bielowarsko-bilogorskiej, w gminie Đulovac. W 2011 roku liczyła 2 mieszkańców.